# Castello di Sønderborg
Il castello di Sønderborg (in danese Sønderborg Slot) si trova nella città di Sønderborg, in Danimarca, sull'isola di Als, nello Jutland meridionale. Ospita un museo dedicato alla storia e alla cultura della regione. Il castello si trova nel centro della città, in un parco che si affaccia sul fiordo di Als. Il museo è aperto tutto l'anno.

## Storia
Il castello di Sønderborg era probabilmente una torre fortificata costruita da Valdemaro I di Danimarca nel 1158 su un isolotto nell'Als Soud, successivamente collegato all'isola di Als. Il castello fu costruito per proteggersi dagli attacchi dei Venedi e faceva parte di un sistema di fortificazioni più ampio. Nel corso dei secoli, il castello fu gradualmente ampliato e ricostruito come palazzo.
Negli anni successivi alla costruzione della torre fortificata di Valdemar, ci fu una grande lotta tra il re danese e il duca di Schleswig per la proprietà dell'isola di Als e della città di Sønderborg. La proprietà del castello passò di mano molte volte.
Un evento che spicca nella storia del castello è il matrimonio tra Valdemaro IV (1320-1375 circa) e la sorella del duca, Helvig di Schleswig.
Intorno al 1350, il castello fu notevolmente ampliato con la Torre Blu (Blåtårn) e le massicce mura esterne. Nel 1490, la fortezza divenne proprietà della Corona danese. Sia il re Giovanni che il figlio Cristiano II ampliarono il castello di Sønderborg, rendendolo una delle fortezze più potenti del Paese.
Cristiano III modificò la fortezza a metà del XVI secolo e, tramite l'architetto Hercules von Oberberg, la trasformò in un castello a quattro ali tra il 1549 e il 1557. L'ala ovest di Re Hans fu mantenuta e furono aggiunte tre nuove ali in stile rinascimentale.
Il castello rimase nelle mani dei duchi dello Jutland meridionale fino al 1667, quando il ducato di Sønderborg, ormai in rovina, e il castello divenne una proprietà danese. 
Nel 1718-1726, Federico IV fece ricostruire il castello in stile barocco dall'appaltatore generale Wilhelm von Platen. La Torre Blu fu demolita nel 1755 e nel 1764 il castello passò nelle mani del duca e della duchessa di Augustenborg, ma, contrariamente alle aspettative, non divenne la residenza del duca. Al contrario, fu affittato come magazzino.
Durante la prima e la seconda guerra dello Schleswig (1848-1850 e 1864), il castello di Sønderborg servì come ospedale da campo e caserma per le truppe danesi.
Dopo la guerra del 1864, la provincia e il castello passarono di proprietà prussiana e servirono come guarnigione dal 1867 fino alla riunificazione della regione alla Danimarca nel 1920. L'ultimo duca di Augustenborg, Ernest Gunter, permise al Museo della Contea di Sønderborg di trasferirsi in una parte del castello nel 1920. L'anno successivo, nel 1921, lo Stato danese acquistò il castello dal duca e autorizzò varie istituzioni a utilizzare il castello mentre il museo veniva ampliato.
Nel 1945 e nel 1946, il castello fu utilizzato come campo di internamento per persone accusate di crimini contro lo Stato.
Il castello di Sønderborg è di proprietà dello Stato danese, gestito dall'Agenzia per i Palazzi e le Proprietà (Slots- og Ejendomsstyrelsen) e utilizzato dal Museo del Castello di Sønderborg, di proprietà congiunta del comune di Sønderborg e della Contea dello Jutland meridionale.

## Galleria d'immagini

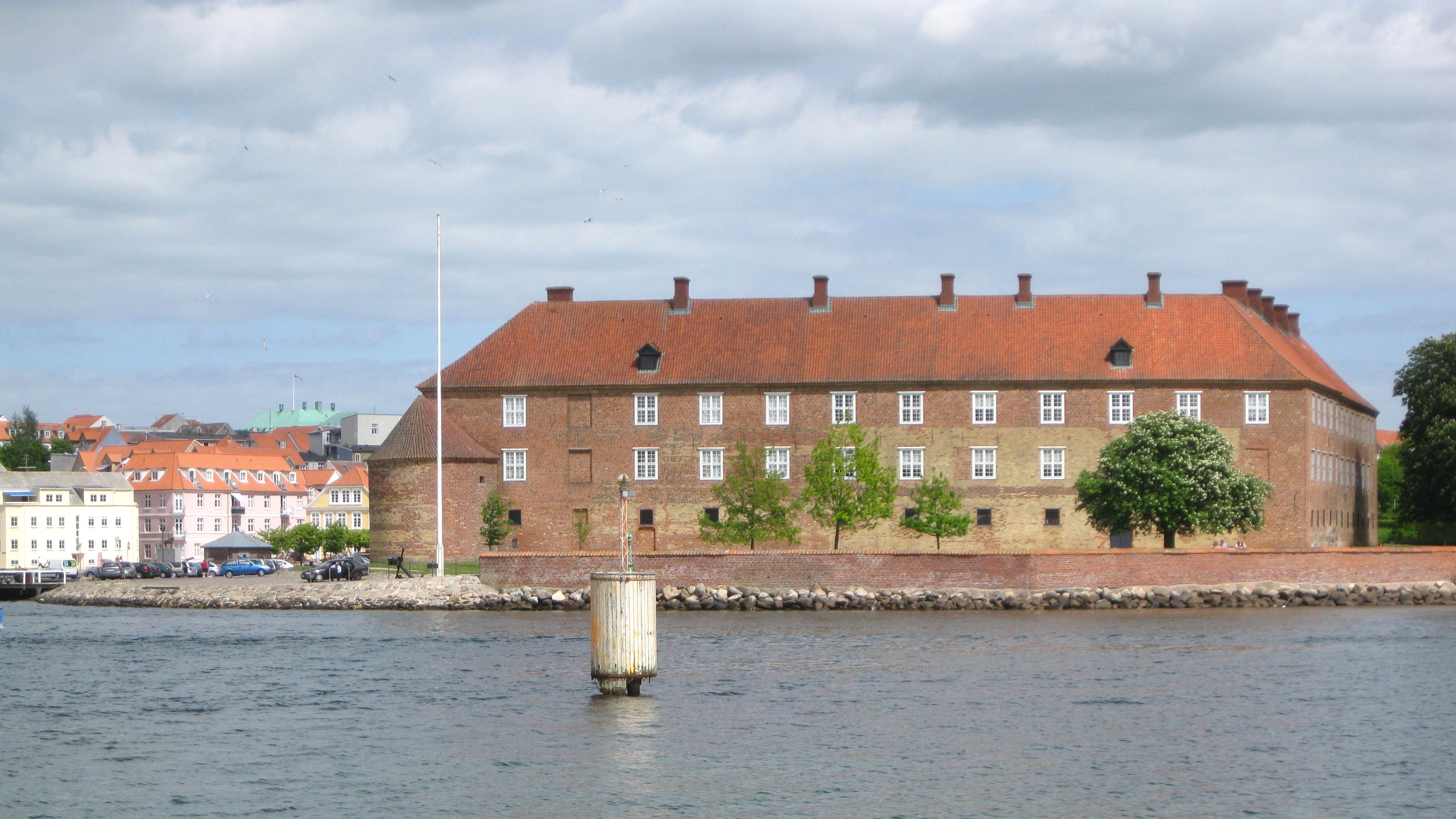
Il castello dal lato del porto
La corte interna
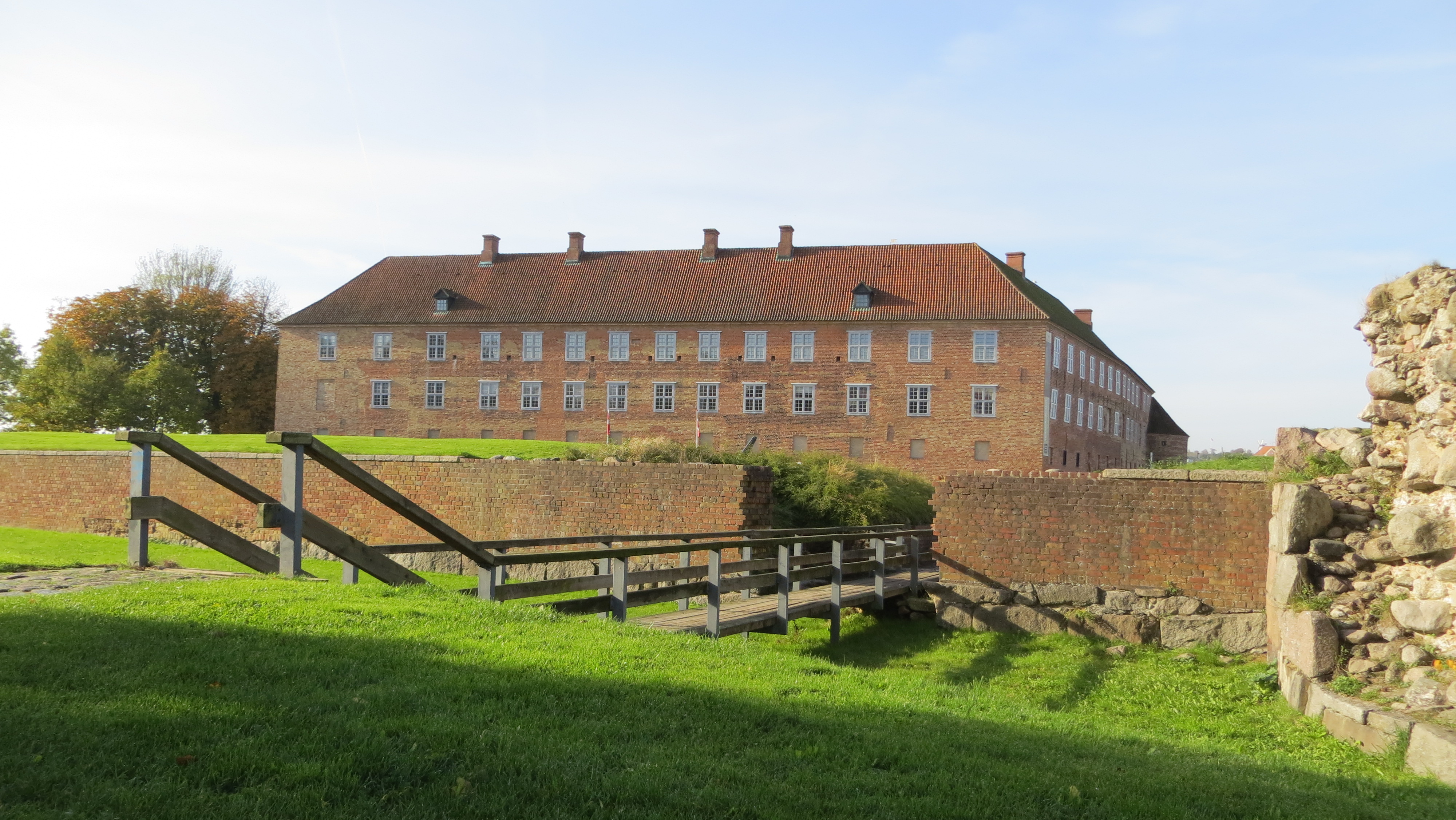
Fortificazioni del castello